# Methanoliparia
Methanoliparia — пропонований клас архей типу Euryarchaeota. Представники цієї групи можуть перетворювати нафту у метан. Раніше вважалося, що таке перетворення можливе лише завдяки співпраці різних організмів. У 2019 році науковці Інститутуморської мікробіології Макса Планка в Бремен запідозрили, що деякі археї можуть зробити це самостійно. Гійом Боррель та його колеги використовували дані генома, щоб визначити набір маркерних генів як специфічних для передбачуваного нового класу метаногенних, анаеробно-метанотрофних і коротколанцюгових окислювачів алканів архей, які вони назвали Candidatus Methanoliparia. Отже, передбачалося, що ці організми зможуть розщеплювати нафту до метану (CH4) і вуглекислого газу (CO2). Оригінальні геномні дані були отримані з Мексиканської затоки.
У 2021 році бременській команді у співпраці з командою з Китаю вдалося культивувати штам Ca. Methanoliparum з підземного нафтового резервуара з одного з найбільших нафтових родовищ Китаю — нафтового родовища Шенлі. Це дало можливість детально вивчити метаболічний шлях, який використовує мікроб. Також було виявлено, що Ca. Methanoliparum воліє харчуватися довголанцюговими вуглеводами. Генетичний аналіз також показав, що представники Methanoliparia космополіти (тобто поширені по всьому світу), і їх можна знайти від нафтового резервуара до глибоководного дна.